# Liverpool Riverside

Liverpool Riverside dans le Merseyside.

La circonscription de Liverpool Riverside est une circonscription électorale anglaise située dans le Merseyside et représentée à la Chambre des communes du Parlement britannique.